# Лев Иванович
Лев Иванович — «муж честен» знатного благородного происхождения. Согласно родословным легендам, якобы выехал из Пруссии в конце XlV века. Является родоначальником многих дворянских родов.

## Легенда о выезде
Согласно родословной легенде Беклемишевых, в 1393 году выехал из Пруссии «муж честен» именем Лев Иванович (по другим источникам выехал его сын Гавриил) со своей дружиною, на службу к московскому великому князю Василию l Дмитриевичу (1371—1425) и принял православную веру. По предположению историка П. Н. Петрова, в реальности он был из новгородской знати.
Родословные росписи родов, поданные в Разряд при отмене местничества в конце XVII века, дают одинаковую версию потомков Льва: «У Льва — сын Гаврила, у Гаврилы 2 сына — Елизар и Дмитрий, у Елизара 2 сына — Федор Беклемиш и Афанасий Княжна, у Дмитрия один сын Фрол». Было принято сохранять эту легенду в недрах фамилий, как реликвию дальнего славного прошлого.
С. Б. Веселовский в своей книге «Исследования по истории класса служилых землевладельцев» отнес выезд Льва к более раннему периоду. Дело в том, что первыми исторически достоверными лицами являются правнуки «мужа честна» Льва — Федор Елизарович Беклемиш, Афанасий Елизарович Княжнин и их двоюродный брат Фрол Дмитриевич. Из Актов Троицка-Сергиева монастыря известно, что Федор Елизарович Беклемиш и Афанасий Елизарович Княжна были крупными вотчинниками в Радонеже в начале XV века. Известно также, что Федор Беклемиш и его двоюродный брат Фрол были участниками постройки в 1367 году первых каменных укреплений Московского Кремля (Беклемишевская башня). Из этого следует, правнуки Льва: Федор, Афанасий и Фрол родились во второй трети XIV века (1333—1366 годы) и жили в конце XIV века и в начале XV века. Далее, в соответствии с генеалогическим законом родословного счета (считать по три мужских поколения на столетие) получим: их отцы — Елизар Гаврилович, который был Радонежским вотчинником в последней четверти XIV века и Дмитрий Гаврилович (№ 3) — родились (1300—1333 годы) и жили во второй и последней трети XIV века; их дед — Гаврила Львович родился (1266-1300 гг.), а их прадед — Лев Иванович родился (1233-1266 гг.) годами и жил в последней трети XIII века и в начале XIV века и ни как не мог приехать на Русь в 1393 году.
После завоевания территории Пруссии Тевтонским орденом в 1252 году эмиграция пруссов на Русь усилилась. Таким образом, «легендарный муж честен» Лев Иванович мог реально приехать на Русь в столицу г. Владимир или в Новгород Великий (Прусская улица появилась с 1165 года) в период правления великого князя Александра Ярославовича Невского (1252—1263).

## Потомки
- Беклемишевы. Фёдор Елизарович «Беклемиш» (IV колено).
- Княжнины. Афанасий Елизарович «Княжна» (IV колено).
- Фроловы. Фрол Дмитриевич (IV колено).
- Змиевы. Фёдор Васильевич «Змий» (VI колено).
- Орловы. Василий Тимофеевич «Орёл» (VI колено).
- Козловы. Игнатий Григорьевич «Козёл» (VII колено).
- Щулепниковы. Щулеп Григорьевич (VII колено).
- Щепотевы. Фёдор Васильевич «Щепоть» (IX колено).